# Thonhausen (Ursensollen)
Thonhausen ist ein Gemeindeteil der Gemeinde Ursensollen im Oberpfälzer Landkreis Amberg-Sulzbach in Bayern.

## Geschichte
Die 1818 mit dem Gemeindeedikt im Königreich Bayern gebildete Landgemeinde Thonhausen mit den Orten Berghausen, Hohenburg, Darsberg, Lammerthal, Ödallerzhof und Wollenzhofen gehörte zum Landgericht Amberg.
Durch die kommunale Gebietsreform von 1971/72 schlossen sich 38 Orte aus elf Gemeinden mit drei Pfarreien – Ursensollen, Hohenkemnath und Hausen – in den Diözese Eichstätt und Bistum Regensburg, zur jetzigen Gemeinde Ursensollen zusammen, deren Infrastruktur einem Kleinzentrum entspricht.
Die Gemeinde Thonhausen selbst wurde am 1. Juli 1972 aufgelöst und nach Ursensollen eingegliedert.
Berghausen und Lammerthal sind seit 1. Juli 1972 beim Markt Hohenburg.